# Contrarellotge per equips d'Eindhoven
La Contrarellotge per equips d'Eindhoven és una cursa ciclista consistent en una contrarellotge per equips disputada sobre una distància d'uns 50 quilòmetres. Va ser creada l'any 2005, i la primera edició va ser guanyada per l'equip Gerolsteiner. A principis del 2008 la ciutat d'Eindhoven va decidir posar punt-i-final en l'organització d'aquesta prova. La Unió Ciclista Internacional informà que seria substituïda per una altra prova, encara per decidir. El 2012 es va presentar la contrarellotge masculina per equips com a part dels Campionats del món de ciclisme en ruta.
Degut a la seva distància i al seu perfil completament pla, és la prova més ràpida de l'UCI ProTour, amb mitjanes que sobrepassen els 50 km/h.

## Llistat de guanyadors
| Any  | Vencedor          | Segon                  | Tercer            | Resum |
| ---- | ----------------- | ---------------------- | ----------------- | ----- |
| 2005 | Team Gerolsteiner | Phonak Hearing Systems | Team CSC          | 2005  |
| 2006 | Team CSC          | Discovery Channel      | Team Gerolsteiner | 2006  |
| 2007 | Team CSC          | Tinkoff Credit Systems | Team Milram       | 2007  |